# Vince Fasciani
Vince Fasciani (né en 1950) est un poète italien et suisse, également travailleur social dans la fondation  Carrefour-Rue & Coulou à Genève,

## Biographie
En 1978, il participe à la rédaction de la revue littéraire Le La qui produit et diffuse des journaux, des manifestes, des livres de poésie et s'occupe de la promotion de manifestations poétiques.
En 1983, il monte le spectacle La libellule déprimée au théâtre de la Traverse et de 1984 à 1987, fait partie de la Coopérative éditoriale Aelia Laelia à Parme (Italie) qui a publié une douzaine de livres dont Il lettore, il narrare du Suisse Peter Bichsel,.
Il coécrit le scénario du long-métrage Le Cri du Lézard réalisé par Bertrand Theubet.
En 1994, douze femmes peintres inspirées par son volume de poésies, L'Ange Mutilé ont exposé leurs œuvres : quatre en avril à la Bibliothèque de la Cité et les huit autres en septembre à la galerie d'art Halles de l’Île à Genève.
En juin 1995, il traduit de l'italien le Manuel d'autodestruction de l'écrivain romain Carlo Bordini, aux éditions Métropolis. Invité en 1996 par Pro Helvetia, il participe à une grande manifestation littéraire sur un bateau voguant sur le lac Majeur.
En 1997, une anthologie intitulée Cento anni di poesia nella svizzera italiana  (Cent ans de poésie en Suisse Italienne) paraît en italien aux éditions Armando Dadò où se trouvent trente poètes pour décrire tout le vingtième siècle, une critique lui est entièrement consacrée avec une sélection de ses poèmes.
En avril 2001, éditée en Suisse romande, mais ouverte sur la Suisse entière, paraît la revue annuelle numéro 3 Feux croisés où se trouve dans un dossier Écrire en deux langues sa participation intitulée : Italiano – Français  Aller et retour 2e classe.
Il a été invité en 2006 au « Festival Internacional de poesia de Medellίn » en 2007 au « Festival Internacional de poesia de Bogotά » et en février 2008, il est invité au « Festival Internacional de poesia de Granada » au Nicaragua.
Un livre d'entretiens sur sa vie a été publié aux éditions l'Age d'Homme, Lausanne, 2014 Vince Fasciani: poète de sa vie écrit par Valérie Bierens de Haan.

## Œuvres
- Saisons métisses, éditions Olizane, Genève, 1983.
- La Couleur d'une eau morte, dans l'ouvrage collectif  L'Arc Lémanique, P.M. Favre/l'Hebdo, Lausanne, 1988.
- Il Mondo di Profilo, aux éditions Casagrande, Bellinzona, (en italien), 1989.
- L'Ange Mutilé, éditions Métropolis, Genève, 1991.
- Journal d'un Ange gardien, éditions Métropolis, Genève,1994.
- Punto d'appoggio, éditions Casagrande, Bellinzona, (en italien), 1995.
- L'odore umano della pietra, éditions Casagrande, Bellinzona, (en italien), 1999.
- Un ange passe, éditions l’Age d’Homme, Lausanne, 2002.
- Poèmes sans plomb, éditions l’Age d’Homme, Lausanne, 2006.
- Une petite panique sans importance,, éditions l’Age d’Homme, Lausanne, 2007.
- Diario ordinario, éditions Campanotto, Pasian Di Prato (UD), (en italien), 2007.
- J’ai refermé doucement la porte derrière moi, éditions l’Age d’Homme, Lausanne, 2010.
- Trousse poétique de secours, éditions l'Age d'Homme, Lausanne, 2013.
- La naissance de l'horizon, Sylvie Bleeckx (illustratrice), éditions l'Age d'Homme, Lausanne, 2016
- J'ai oublié mon âme au pressing, éditions l'Age d'Homme, Lausanne, 2019
- Simplement comme c’est, Éditions des Sables, Perly-Genève, 2020
- Je voltige par-dessus la tristesse, Èditions des Sables, Perly-Genève, 2021
- Une étoile fixe qu’il faudra dépasser encore, Éditions des Sables, Perly-Genève, 2022
- Poésie horizontale de Mariana Dossaline, Éditions des Sables, Perly-Genève, 2025
- En préparation: Echantillons détachables, Editions ... ???